# 설러이 어틸러
설러이 어틸러 아르파드(헝가리어: Szalai Attila Arpad, 1998년 1월 20일 ~ )는 TSG 호펜하임에서 임대된 벨기에 프로 리그의 스탕다르 리에주와 헝가리 국가대표팀에서 센터백 또는 레프트백으로 활약하는 헝가리의 축구 선수이다.

## 구단 경력

### 라피트 빈
2012년 오스트리아 분데스리가의 라피트 빈이 설러이를 불러들였고, 1주일간의 시련 끝에 그는 계약되었다. 처음에 그는 클럽의 유소년 팀과 리저브 팀, 3부 리그에서 뛰었고, 그 다음에는 시니어 팀으로 승격되었다. 그는 2016년 5월 11일 알타흐와의 홈 경기에서 18세의 나이로 프로 데뷔를 했다. 이는 설러이가 프로 경기에서 팀에서 뛴 유일한 시간이었다.

### 페네르바흐체
2021년 1월 17일, 설러이는 페네르바흐체와 4년 6개월 계약을 맺었다. 2021년 1월 25일, 그는 쉬크뤼 사라졸루 스타디움에서 열린 카이세리스포르와의 쉬페르리그 경기에서 데뷔 전을 치렀고, 페네르바흐체는 3-0으로 이겼다.

### TSG 호펜하임
2023년 7월 24일, 설러이는 1,230만 유로의 이적료에 TSG 호펜하임과 4년 계약을 맺었다.
2023년 8월 19일, 설러이는 SC 프라이부르크와의 분데스리가 2023-24 시즌 홈경기에서 데뷔 전을 치렀다. 그는 39분에 자책골도 기록했다. 그 결과, 그는 하프타임에 교체 투입되어 1. FC 하이덴하임과의 경기에 선발 출전하지 못했다. 9월 2일, 설러이는 VfL 볼프스부르크와의 경기에서 교체 출전하지 못했다.

#### SC 프라이부르크로의 임대
2024년 1월 21일, 설러이는 분데스리가 2023-24 시즌 남은 기간 동안 SC 프라이부르크로 임대되었다. 《키커》가 발행한 인터뷰에서 프라이부르크의 스포츠 감독인 클레멘스 하텐바흐는 설러이가 계약을 체결한 방법이 이상하다고 말했다. 2024년 1월 21일, 프라이부르크는 호펜하임을 주최했고, 설러이는 전체 경기의 대체 선수 중 한 명이었다. 경기 후 두 클럽 사이에 합의가 이루어졌고, 설러이는 호펜하임 셔츠를 입고 임대 계약에 서명했다. 2024년 1월 27일, 그는 SV 베르더 브레멘과의 경기에서 첫 경기를 치렀다. 그는 71분에 루카스 쿠블러와 교체되어 경기에 출전했다. 2024년 5월 12일, 프라이부르크는 그의 계약을 해지할 것이라고 발표되었다.

## 국가대표팀 경력
설러이는 2019년 11월 15일 우루과이와의 친선 경기에서 헝가리 국가대표팀에 데뷔했다. 그는 72분에 바라스 보톤드와 교체되었다.
2021년 6월 1일, 설러이는 일정이 변경된 UEFA 유로 2020 대회에서 헝가리 국가대표팀으로 최종 26인 명단에 포함되었다. 그는 헝가리가 포르투갈에 패하고 프랑스와 독일과 비기면서 F조 조별 리그 3경기 모두 왼쪽 측면 센터백으로 출전했다.
2022년 11월 17일, 설러이는 룩셈부르크와의 친선 경기에서 첫 국가대표팀 골을 기록했다.
2024년 5월 14일, 설러이는 UEFA 유로 2024에 참가할 헝가리 국가대표팀 선수단에 이름을 올렸다. 그는 스위스와의 대회 첫 경기에 선발로 출전해 3-1로 패한 경기에서 79분을 뛰다가 다르더이 마르톤와 교체되었다. 독일과의 2차전에서 교체 출전하지 않은 그는 스코틀랜드와의 경기에서 74분에 다르더이와 교체 출전해 1-0 승리를 거두었고, 헝가리는 A조 3위를 차지했다.